# Sierra de Guadalupe (Texas)
La sierra de Guadalupe es una cordillera situada en el oeste de Texas y sudeste de Nuevo México. La cordillera incluye la cumbre más alta de Texas, el Pico Guadalupe, 2.667 m, y el «pico característico» del oeste de Texas, El Capitán, ambos ubicados dentro del parque nacional de las Montañas de Guadalupe, así como del parque nacional de las Cavernas de Carlsbad.
La cordillera se encuentra al sudeste de las montañas Sacramento y al este de las montañas Brokeoff. Se extiende norte-noroeste y nordeste desde el Pico Guadalupe en Texas hasta Nuevo México. La prolongación nordeste acaba a unos 16 km al sudoeste de Carlsbad, cerca de White's City y el parque nacional de las Cavernas de Carlsbad. La prolongación noroeste, envuelta por un escarpe espectacular conocido como "The Rim", se extiende mucho más lejos hasta Nuevo México, cerca de las montañas Sacramento. La cordillera está envuelta en el norte por el cañón Four Mile; al este por el valle del río Pecos; y en el oeste por el arroyo Piñón, el cañón Big Dog, el cañón Valley, el cañón Middle Dog y el cañón West Dog.
Gran parte de la cordillera está construida por el antiguo arrecife submarino Capitán. Como la cordillera está construida casi completamente de caliza, las tierras altas tienen poca o ninguna agua superficial. La única agua superficial significativa es el arroyo McKittrick, en el cañón McKittrick, que surge del lado este del macizo, justo al sur de la frontera de Nuevo México. La elevación en la base de la cordillera varía desde 1.200 m sobre el nivel del mar en el lado oeste a 1.500 m en el este. Varios picos en el extremo sur superan los 2400 m. Las salinas en el lado oeste del parque nacional están marcadas por desiertos de creosota, con bajas elevaciones en el este cubiertas con praderas y enebro. Los interiores de los cañones como el McKittrick y el Pine Springs en el extremo sudeste presentan arces y pinos, y las tierras altas por encima de 2.100 m están vestidas con bosques más espesos de pino ponderosa, con pequeños lugares de robles y álamos temblones.
La cordillera contiene muchas cuevas de calidad mundial incluyendo las Cavernas de Carlsbad (la más conocida) y la Cueva Lechuguilla, descubierta en 1986. La historia de la cordillera incluye la ocupación por antiguos indios pueblo y pueblos mogollón, y por los apache y varios forajidos anglosajones en el siglo XIX.

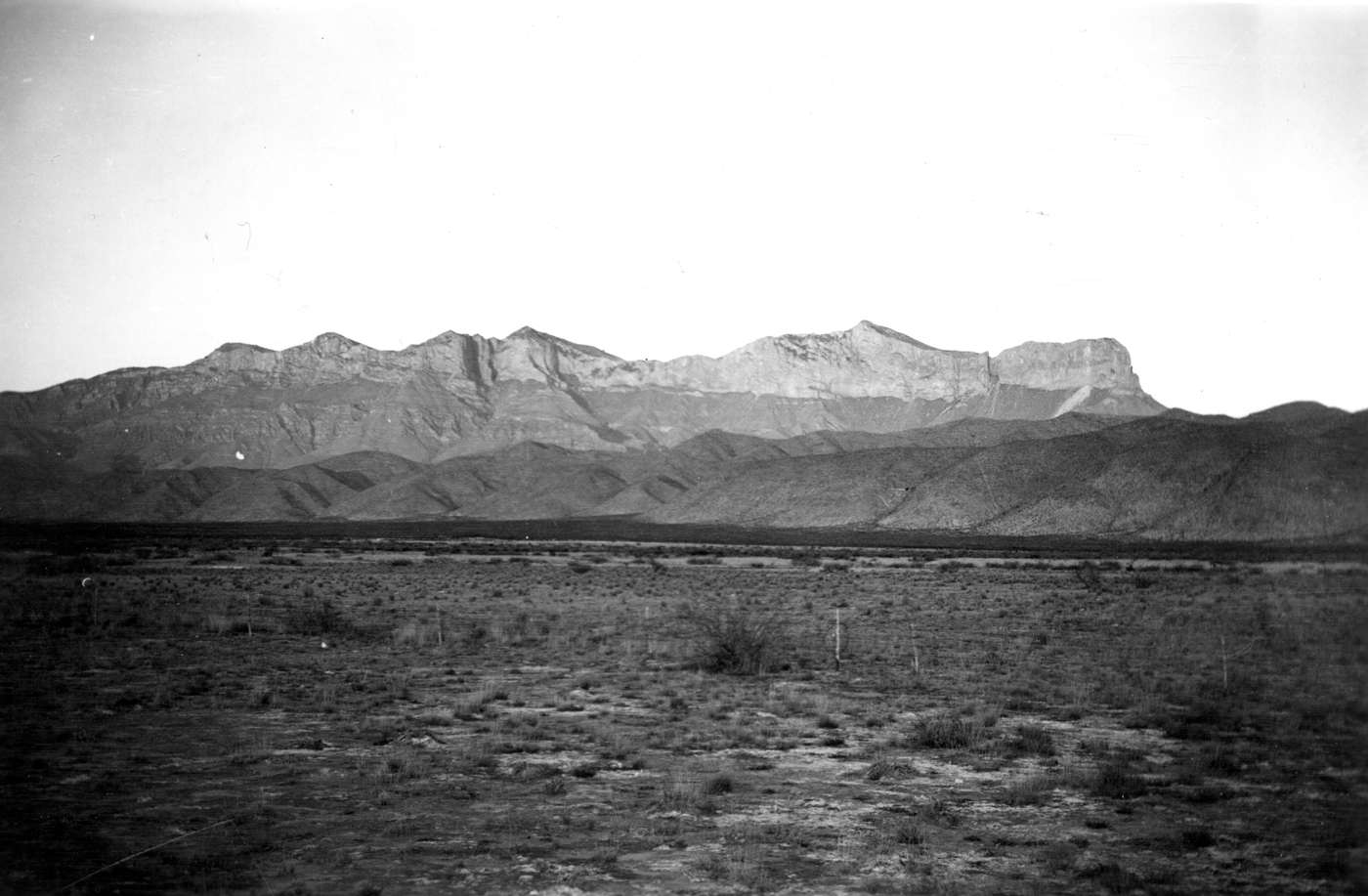
Cara oeste de la sierra de Guadalupe (Lang, 1935)
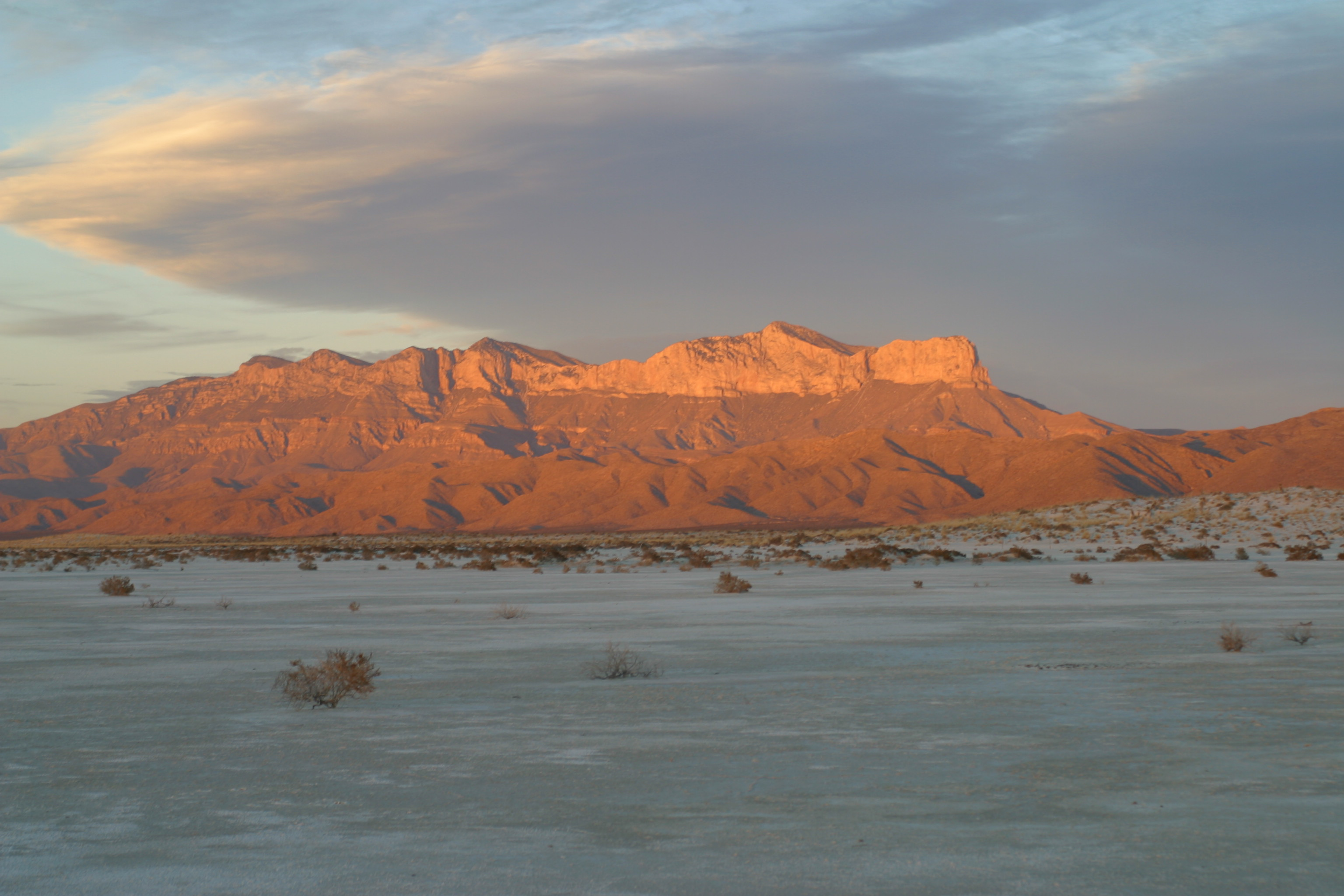
Cara oeste de la sierra de Guadalupe (Stout, 2006)

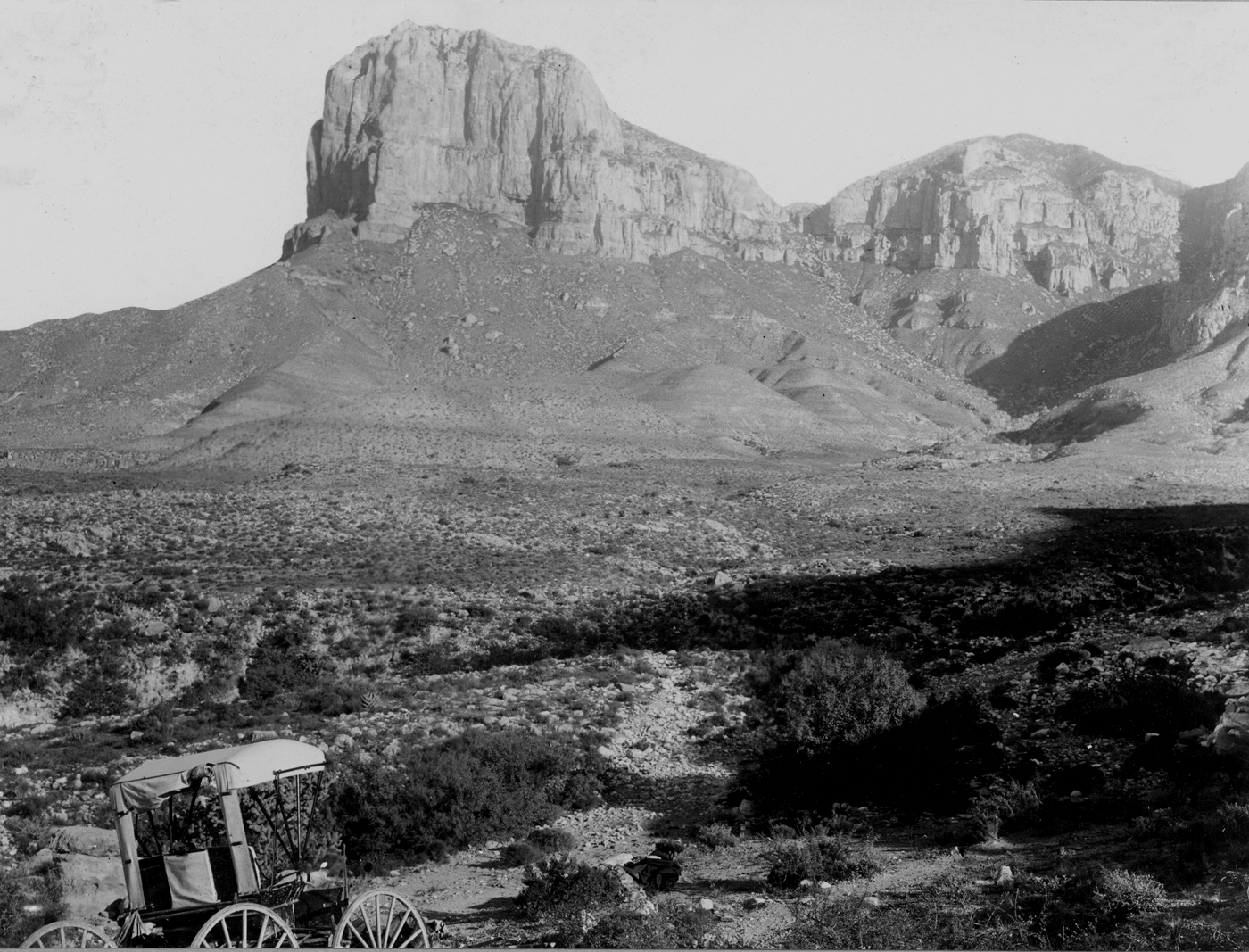
El Capitán (Hill, 1899)
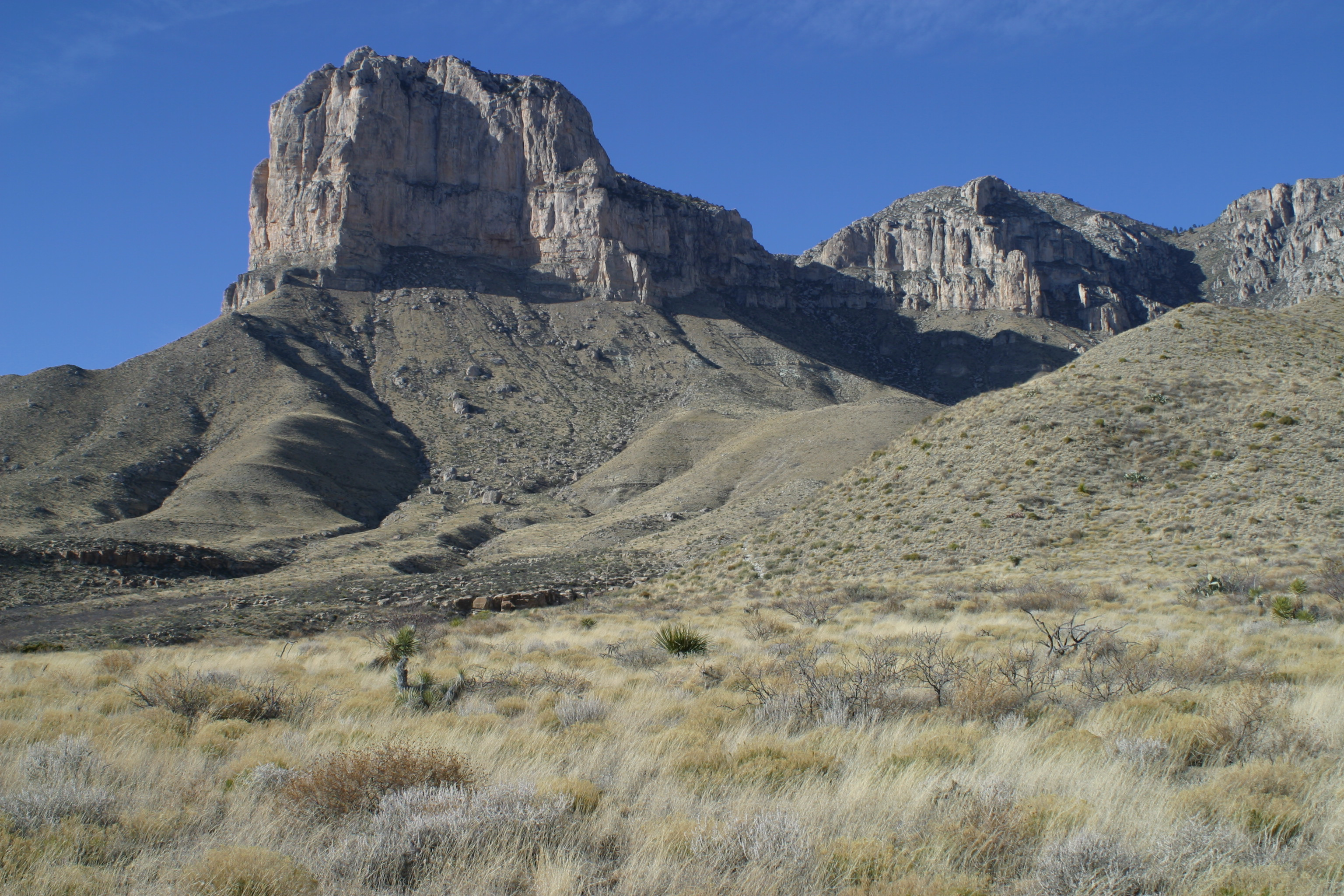
El Capitán (Stout, 2006)